# Ḥarām
Nell'Islam, ḥarām (in arabo حرام‎? 'proibito') indica qualsiasi comportamento o situazione vietati dalla fede islamica; è contrapposto a ḥalāl ('lecito'). 
In particolare, il termine religioso ḥarām può riguardare comportamenti fisici e verbali, quali l'adulterio, l'omosessualità, l'abuso o il turpiloquio; oggetti e atti sacrileghi; alimenti o bevande (come il maiale o l'alcol); infine, può denotare cibi, oggetti e persone di solito ḥalāl, a contatto con carne di manzo macellata, per es., in un modo non consono alla shari'a, oppure con persone responsabili di atti ḥarām o aventi orientamenti sessuali giudicati "devianti".
Ḥarām si applica anche alla ricchezza ottenuta iniquamente tramite pratiche peccaminose: per es., l'inganno, il furto, la corruzione o l'assassinio, oppure con qualsiasi altro mezzo che comporti un danno per qualsiasi essere umano. Qualsiasi credente che beneficiasse o traesse sostegno per la vita dalla ricchezza ottenuta tramite atti ḥarām è per l'Islam un peccatore.
Infine è anche il nome dell'area sacra della grande moschea della Mecca Al-Masjid al-Ḥarām, contrazione del termine "Ḥarām Sharīf".

## Utilizzo della parolaḥarāmin altre lingue
Nel corso dei secoli, il termine ḥarām ha cumulato diversi significati. In alcuni paesi di lingua araba, come nel Libano, dire ḥarām può significare "che peccato!" oppure "che vergogna!" (questo uso è stato adottato anche dallo slang dell'ebraico moderno). La parola può essere usata formalmente o colloquialmente. Ai bambini comunemente si dice di non trattare male altri bimbi o animali perché è un comportamento ḥarām.
La parola ḥarām appare anche nell'amarico, la lingua nazionale dell'Etiopia. Essa connota la stessa idea di proibizione su basi religiose, comunque viene usata dai cristiani della Chiesa ortodossa etiope (Tewahedo), con proibizioni che includono il bando della carne di maiale (tali proibizioni derivano dalle casherut ebraiche presenti nell'Antico Testamento, piuttosto che dalla tradizione islamica).
Il concetto di arām associato al "proibito" è meglio esemplificato ai non arabi dalla correlazione con la parola harem, che si riferisce all'area del palazzo proibita agli uomini (ma non agli eunuchi) dove avevano alloggio le mogli del califfo (o sultano).
Il sostantivo ebraico ḥerem (o cherem, a volte pronunciato separando C e H, che in realtà formano un digramma che trascrive la lettera ebraica ḥēth: ח) si riferisce alla più elevata censura ecclesiastica o anatema nella comunità giudaica.

## Versi coranici riguardanti la definizione diḥarām

### Versi riguardanti bevande e cibi
Qui sono elencati alcuni passaggi giurisprudenziali riguardanti i cibi o le bevande proibite dal Corano:
- Lui vi ha proibito soltanto il feto animale, il sangue, e le carni suine, e tutto quanto sia stato immolato (nel nome di) ad altri diversi da Dio. Ma per colui che è indotto dalla estrema necessità, che non brama per questi cibi o si diletta nella trasgressione, non vi è peccato per lui. Dio Perdona, è Misericordioso.[Corano 2:173]
- Come potresti tu, non mangiare quello su cui è stato menzionato il nome di Dio, quando Lui ti ha spiegato che quello che ti è proibito lo è soltanto a meno che tu sia forzato dalla estrema necessità ad ingerirlo. Ma molti sono indotti dalla loro propria lussuria verso l'ignoranza. Il Signore, Lui è il Più Consapevole riguardo a coloro che trasgrediscono.[Corano 6:119]

### Versi che definiscono la fornicazione comeḥarām
- E non cadere nell'adulterio. È un'abominazione e un modo di essere maligno.[Corano 17:32]
- Quelli che invocano, assieme al Dio unico, qualsiasi altra divinità, oppure che sterminano la vita che Dio ha reso sacra, eccetto che per una giusta causa, oppure che commettono la fornicazione; — e chiunque faccia questo (e non soltanto questo) incontrerà la sua punizione.[Corano 25:68]

In questo verso del Corano, l'idolatria viene definita ḥarām
- Dico: "Mi è stato vietato di adorare quelli che voi chiamate al posto di Dio". Dico: "Non seguirà i vostri desideri, per poi andare fuori strada e non essere tra quelli rettamente guidati". [Corano 6:56]

## Affermazioni diḥadīthriguardanti cosa siaḥarām
I ḥadīth sono tradizioni religiosamente o giuridicamente rilevanti, in gran parte derivanti da insegnamenti diretti o indiretti del Profeta Maometto. Esistono alcune affermazioni del Profeta che si riferiscono ad atti contrari all'ingestione di bevande o di cibi. In alcune raccolte di ḥadīth, che parlano di cibo ḥarām e della proibizione del consumo di alcol, si afferma:
In un'occasione, narrata da Rāfiʿ b. Khadij, il Profeta disse ai musulmani che volessero macellare alcuni animali usando canne:
- Usate qualsiasi oggetto che provochi lo scorrere del sangue, e mangiate gli animali se il nome di Allah è stato menzionato durante la loro macellazione... (Bukhari).
- Narrava Abū Thaʿlaba: "Il Messaggero di Allah ha proibito di mangiare carne di bestie che hanno le zanne".

### Bevande alcoliche
Da Muslim e da Abū Saʿīd: Il Profeta disse: "Allah ha proibito le bevande alcoliche. Chi legge questo versetto mentre ancora possiede bevande alcoliche, sappia che non le deve bere né vendere."'

### Fornicazione
Ḥadīth che menziona la fornicazione come ḥarām:
Il Profeta Maometto spiegò: "Se uno di voi venisse colpito sulla testa con un pezzo di ferro sarebbe meglio per lui rispetto al fatto di toccare una donna che non gli è permesso toccare."